# Tour de Szeklerland
El Tour de Szeklerland és una cursa ciclista que es disputa a Romania, concretament a la regió del País Székely. La cursa es creà el 2007, i l'any següent va entrar al calendari de l'UCI Europa Tour.

## Palmarès
| Any  | Vencedor               | Segon                  | Tercer                 |
| ---- | ---------------------- | ---------------------- | ---------------------- |
| 2007 | Zoltán Remák           | Péter Kusztor          | Rida Cador             |
| 2008 | Martin Hebík           | Gergely Ivanics        | Svetoslav Tchanliev    |
| 2009 | Vitali Popkov          | István Cziráki         | Aurélien Passeron      |
| 2010 | Evgeniy Gerganov       | Walter Pedraza Morales | Bruno Rizzi            |
| 2011 | Florian Bissinger      | Ioannis Tamuridis      | Martin Grashev         |
| 2012 | Vitali Popkov          | Anatoli Pakhtussov     | Matej Marin            |
| 2013 | Georgi Georgiev Petrov | Vitali Popkov          | Laurent Évrard         |
| 2014 | Stefan Koychev Hristov | Georgi Georgiev Petrov | Oleg Berdos            |
| 2015 | Clemens Fankhauser     | Oleg Zemliakov         | Serghei Țvetcov        |
| 2016 | Kiril Pozdniakov       | Aleksandr Xuixemoin    | Matej Mugerli          |
| 2017 | Patrick Bosman         | Christian Mager        | Nicolae Tanovițchii    |
| 2018 | Nicolae Tanovițchii    | Oleksandr Prevar       | Andrii Bratashchuk     |
| 2019 | Jonas Rapp             | Paolo Totò             | Dominik Hrinkow        |
| 2020 | Jakub Kaczmarek        | Serghei Țvetcov        | Stanisław Aniołkowski  |
| 2021 | Alan Banaszek          | Daniel Auer            | Andrea Guardini        |
| 2022 | Szymon Rekita          | Emil Dima              | Maciej Paterski        |
| 2023 | Martin Messner         | Torbjørn Røed          | Cristian Raileanu      |
| 2024 | Lev Gonov              | Michael Kukrle         | Matthias Schwarzbacher |